# Futebol nos Jogos Olímpicos de Verão de 2008 - Masculino
O torneio masculino de futebol nos Jogos Olímpicos de Verão de 2008 foi disputado entre 7 e 23 de agosto. As partidas foram realizadas em seis estádios de cinco cidades chinesas.
Um total de 16 equipes classificaram-se para competir no evento sendo divididas em quatro grupos de quatro equipes cada para a disputa da primeira fase. Duas seleções de cada grupo avançaram a segunda fase, onde a disputa passou a ser eliminatória (quartas-de-final, semifinal e final). Os dois finalistas disputaram a medalha de ouro enquanto que os perdedores das semifinais se enfrentaram para decidir a medalha de bronze.
A Argentina conquistou o bicampeonato olímpico ao vencer a Nigéria na decisão por 1 a 0, dando o troco na seleção africana que havia vencido em 1996 justamente sobre os argentinos. Com o segundo ouro conquistado consecutivamente, os argentinos repetem o feito do Reino Unido em 1908 e 1912, Uruguai em 1924 e 1928 e Hungria em 1964 e 1968. Na disputa pelo bronze, o Brasil superou a Bélgica por 3 a 0.

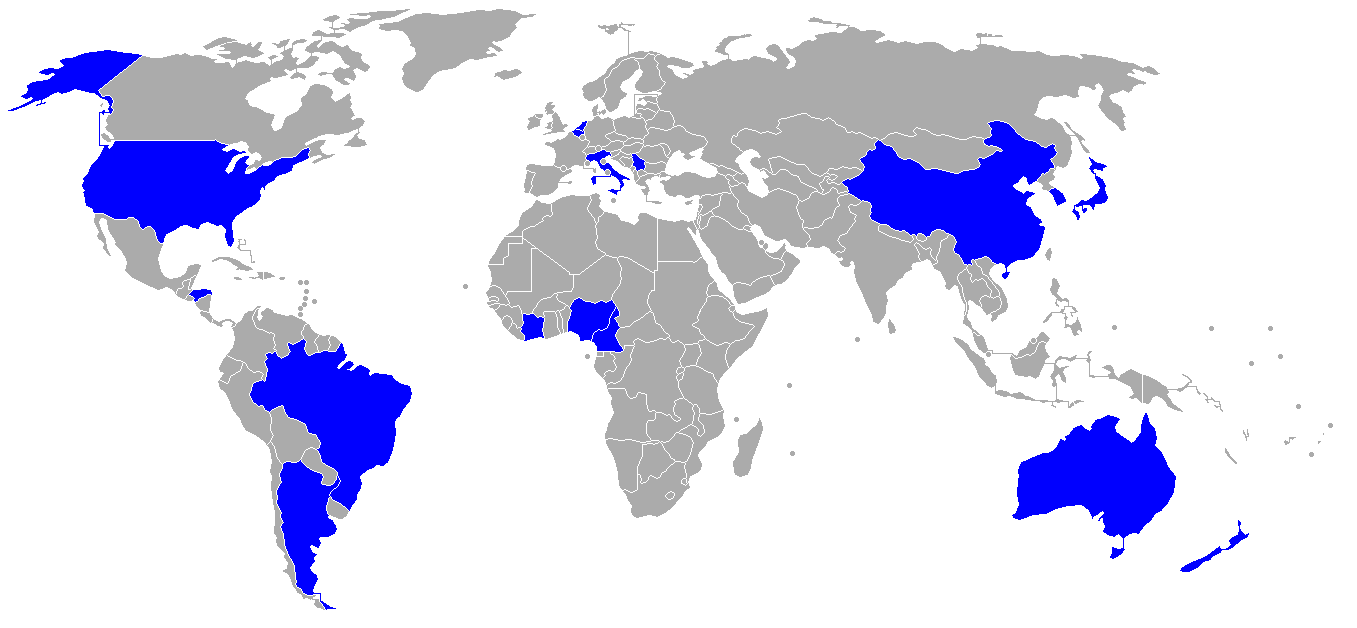
Selecções participantes no torneio masculino.

## Medalhistas
|  | ARG Argentina |  | NGR Nigéria |  | BRA Brasil |
|  | Ezequiel Garay Fabián Monzón Pablo Zabaleta Fernando Gago Federico Fazio José Sosa Ever Banega Ezequiel Lavezzi Juan Román Riquelme Ángel Di María Nicolás Pareja Lautaro Acosta Javier Mascherano Lionel Messi Sergio Agüero Diego Buonanotte Sergio Romero Nicolás Navarro |  | Ambruse Vanzekin Chibuzor Okonkwo Onyekachi Apam Dele Adeleye Monday James Chinedu Ogbuke Obasi Sani Kaita Victor Nsofor Obinna Promise Isaac Solomon Okoronkwo Ebenezer Ajilore Olubayo Adefemi Peter Odemwingie Efe Ambrose Victor Anichebe Emmanuel Ekpo Ikechukwu Ezenwa Oladapo Olufemi |  | Alexandre Pato Hernanes Anderson Breno Diego Alves Diego Ilsinho Jô Lucas Marcelo Rafinha Rafael Sóbis Ramires Renan Ronaldinho Thiago Silva Thiago Neves Alex Silva |

## Qualificação
| Competição                              | Data              | Local          | Vagas | Qualificados                        |
| --------------------------------------- | ----------------- | -------------- | ----- | ----------------------------------- |
| Anfitriã                                | -                 | -              | 1     | China                               |
| Qualificatória da AFC                   | Fev 2006–Nov 2007 | -              | 3     | Austrália Coreia do Sul Japão       |
| Qualificatória da CAF                   | Set 2006–Mar 2008 | -              | 3     | Camarões Costa do Marfim Nigéria    |
| Qualificatória da CONCACAF              | Ago 2007–Mar 2008 | Estados Unidos | 2     | Honduras Estados Unidos             |
| Campeonato Sul-Americano Sub-20 de 2007 | 7–28 Jan 2007     | Paraguai       | 2     | Brasil Argentina                    |
| Qualificatória da OFC                   | 1–9 Mar 2008      | Fiji           | 1     | Nova Zelândia                       |
| Campeonato Europeu Sub-21 de 2007       | 10–23 Jun 2007    | Países Baixos  | 4     | Países Baixos Sérvia Bélgica Itália |
| TOTAL                                   |                   |                | 16    | ——                                  |

## Arbitragem
Os seguintes árbitros foram designados para o torneio:
| Árbitros               | Assistentes                                     |
| AFC                    | AFC                                             |
| ---------------------- | ----------------------------------------------- |
| KSA Khalil Al Ghamdi   | KSA Mohammed Al Ghamdi SYR Hamdi Al Kadrie      |
| OMA Abdullah Al Hilali | BHR Khaled Al Allan UAE Saleh Al Marzouqi       |
| IRI Masoud Moradi      | IRI Hassan Kamranifar IRQ Luay Subhi Adib       |
| CAF                    |                                                 |
| RSA Jerome Damon       | RSA Tshotleno Molefe RWA Celestin Ntangungira   |
| SEN Badara Diatta      | CMR Evarist Menkouande TUN Bachir Hassani       |
| CONCACAF               |                                                 |
| PAN Roberto Moreno     | PAN Daniel Williamson PAN Hairo Fuentes Batista |
| USA Jair Marrufo       | JAM Ricardo Morgan USA Kermit Quisenberry       |

| Árbitros             | Assistentes                                   |
| CONMEBOL             | CONMEBOL                                      |
| -------------------- | --------------------------------------------- |
| ARG Héctor Baldassi  | ARG Ricardo Casas ARG Hernán Maidana          |
| CHI Pablo Pozo       | CHI Julio Díaz Lobe CHI Patricio Basualto     |
| URU Martín Vázquez   | URU Mauricio Espinosa URU Miguel Ángel Nievas |
| UEFA                 |                                               |
| AUT Thomas Einwaller | AUT Roland Heim AUT Norbert Schwab            |
| HUN Viktor Kassai    | HUN Gábor Erős HUN Tibor Vámos                |
| FRA Stéphane Lannoy  | FRA Éric Dansault FRA Frédéric Cano           |
| SLO Damir Skomina    | SLO Primoz Arhar SLO Marco Stancin            |
| GER Wolfgang Stark   | GER Volker Wezel GER Jan-Hendrik Salver       |

## Primeira fase

### Grupo A
| Equipe          | Pts | J | V | E | D | GP | GC | SG |
| --------------- | --- | - | - | - | - | -- | -- | -- |
| Argentina       | 9   | 3 | 3 | 0 | 0 | 5  | 1  | +4 |
| Costa do Marfim | 6   | 3 | 2 | 0 | 1 | 6  | 4  | +2 |
| Austrália       | 1   | 3 | 0 | 1 | 2 | 1  | 3  | –2 |
| Sérvia          | 1   | 3 | 0 | 1 | 2 | 3  | 7  | –4 |

Todas as partidas seguem o fuso horário de Pequim (UTC+8).
| 7 de agosto | Austrália     | 1 – 1     | Sérvia       | Estádio de Shanghai, Xangai               |
| 17:00       | Zadkovich 69' | Relatório | Rajković 78' | Público: 36,184 Árbitro: RSA Jerome Damon |

| 7 de agosto | Costa do Marfim | 1 – 2     | Argentina              | Estádio de Shanghai, Xangai                 |
| 19:45       | Cissé 54'       | Relatório | Messi 43' · Acosta 86' | Público: 43,266 Árbitro: GER Wolfgang Stark |

| 10 de agosto | Argentina   | 1 – 0     | Austrália | Estádio de Shanghai, Xangai                |
| 17:00        | Lavezzi 76' | Relatório |           | Público: 38,182 Árbitro: HUN Viktor Kassai |

| 10 de agosto | Sérvia                    | 2 – 4     | Costa do Marfim                                             | Estádio de Shanghai, Xangai                 |
| 19:45        | Mrdaković 16' · Rakić 90' | Relatório | Cissé 3' · Rajković 24' (g.c.) · Kalou 70' · Gervinho 90+2' | Público: 38,320 Árbitro: PAN Roberto Moreno |

| 13 de agosto | Costa do Marfim | 1 – 0     | Austrália | Estádio Centro Olímpico de Tianjin, Tianjin |
| 19:45        | Kalou 81'       | Relatório |           | Público: 50,437 Árbitro: USA Jair Marrufo   |

| 13 de agosto | Argentina                          | 2 – 0     | Sérvia | Estádio dos Trabalhadores, Pequim               |
| 19:45        | Lavezzi 13' (pen) · Buonanotte 84' | Relatório |        | Público: 53,668 Árbitro: OMA Abdullah Al Hilali |

### Grupo B
| Equipe         | Pts | J | V | E | D | GP | GC | SG |
| -------------- | --- | - | - | - | - | -- | -- | -- |
| Nigéria        | 7   | 3 | 2 | 1 | 0 | 4  | 2  | +2 |
| Países Baixos  | 5   | 3 | 1 | 2 | 0 | 3  | 2  | +1 |
| Estados Unidos | 4   | 3 | 1 | 1 | 1 | 4  | 4  | 0  |
| Japão          | 0   | 3 | 0 | 0 | 3 | 1  | 4  | –3 |

| 7 de agosto | Japão | 0 – 1     | Estados Unidos | Estádio Centro Olímpico de Tianjin, Tianjin |
| 17:00       |       | Relatório | Holden 47'     | Público: 57,102 Árbitro: SEN Badara Diatta  |

| 7 de agosto | Países Baixos | 0 – 0     | Nigéria | Estádio Centro Olímpico de Tianjin, Tianjin |
| 19:45       |               | Relatório |         | Público: 52,390 Árbitro: CHI Pablo Pozo     |

| 10 de agosto | Nigéria                   | 2 – 1     | Japão      | Estádio Centro Olímpico de Tianjin, Tianjin |
| 17:00        | Obinna 58' · Anichebe 74' | Relatório | Toyoda 79' | Público: 42,592 Árbitro: IRI Masoud Moradi  |

| 10 de agosto | Estados Unidos              | 2 – 2     | Países Baixos           | Estádio Centro Olímpico de Tianjin, Tianjin |
| 19:45        | Kljestan 64' · Altidore 72' | Relatório | Babel 16' · Sibon 90+3' | Público: 45,016 Árbitro: NZL Michael Hester |

| 13 de agosto | Países Baixos   | 1 – 0     | Japão | Estádio Olímpico de Shenyang, Shenyang       |
| 17:00        | Sibon 73' (pen) | Relatório |       | Público: 38,790 Árbitro: ARG Héctor Baldassi |

| 13 de agosto | Nigéria                | 2 – 1     | Estados Unidos     | Estádio dos Trabalhadores, Pequim           |
| 17:00        | Isaac 34' · Obinna 79' | Relatório | Kljestan 88' (pen) | Público: 48,096 Árbitro: GER Wolfgang Stark |

### Grupo C
| Equipe        | Pts | J | V | E | D | GP | GC | SG |
| ------------- | --- | - | - | - | - | -- | -- | -- |
| Brasil        | 9   | 3 | 3 | 0 | 0 | 9  | 0  | +9 |
| Bélgica       | 6   | 3 | 2 | 0 | 1 | 3  | 1  | +2 |
| China         | 1   | 3 | 0 | 1 | 2 | 1  | 6  | –5 |
| Nova Zelândia | 1   | 3 | 0 | 1 | 2 | 1  | 7  | –6 |

| 7 de agosto | Brasil       | 1 – 0     | Bélgica | Estádio Olímpico de Shenyang, Shenyang        |
| 17:00       | Hernanes 79' | Relatório |         | Público: 39,661 Árbitro: KSA Khalil Al Ghamdi |

| 7 de agosto | China    | 1 – 1     | Nova Zelândia | Estádio Olímpico de Shenyang, Shenyang      |
| 19:45       | Dong 88' | Relatório | Brockie 53'   | Público: 41,407 Árbitro: URU Martín Vázquez |

| 10 de agosto | Nova Zelândia | 0 – 5     | Brasil                                                                          | Estádio Olímpico de Shenyang, Shenyang       |
| 17:00        |               | Relatório | Anderson 3' · Alexandre Pato 34' · Ronaldinho 55', 61' (pen) · Rafael Sóbis 93' | Público: 44,951 Árbitro: FRA Stephane Lannoy |

| 10 de agosto | Bélgica                   | 2 – 0     | China | Estádio Olímpico de Shenyang, Shenyang       |
| 19:45        | Dembélé 8' · Mirallas 79' | Relatório |       | Público: 45,756 Árbitro: ARG Héctor Baldassi |

| 13 de agosto | China | 0 – 3     | Brasil                            | Estádio Centro de Esportes Olímpicos de Qinhuangdao, Qinhuangdao |
| 19:45        |       | Relatório | Diego 18' · Thiago Neves 69', 73' | Público: 31,984 Árbitro: RSA Jerome Damon                        |

| 13 de agosto | Nova Zelândia | 0 – 1     | Bélgica    | Estádio de Shanghai, Xangai             |
| 19:45        |               | Relatório | Haroun 35' | Público: 45,202 Árbitro: CHI Pablo Pozo |

### Grupo D

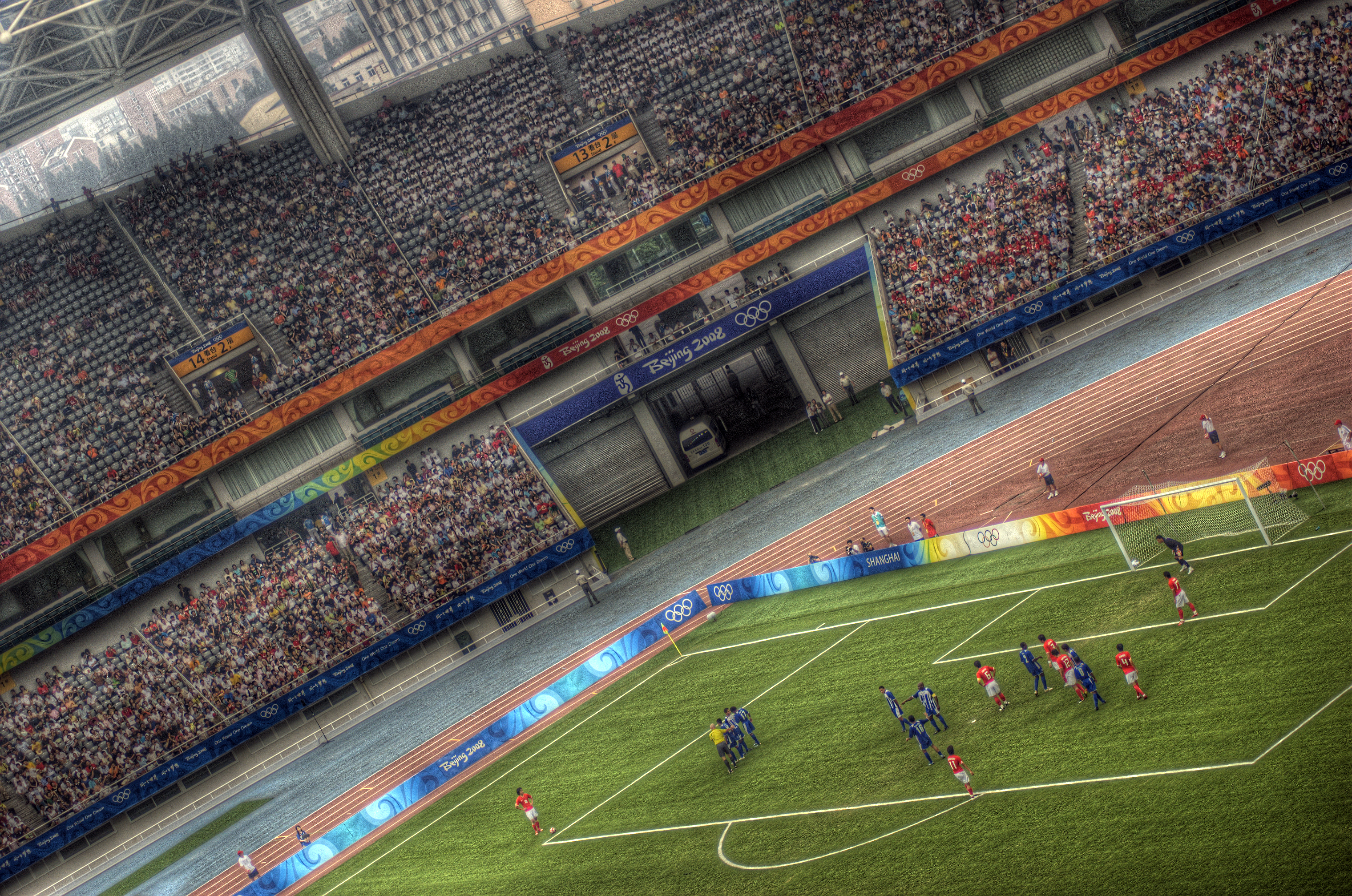
Partida entre Coreia do Sul e Honduras em Xangai.

| Equipe        | Pts | J | V | E | D | GP | GC | SG |
| ------------- | --- | - | - | - | - | -- | -- | -- |
| Itália        | 7   | 3 | 2 | 1 | 0 | 6  | 0  | +6 |
| Camarões      | 5   | 3 | 1 | 2 | 0 | 2  | 1  | +1 |
| Coreia do Sul | 4   | 3 | 1 | 1 | 1 | 2  | 4  | –2 |
| Honduras      | 0   | 3 | 0 | 0 | 3 | 0  | 5  | –5 |

| 7 de agosto | Honduras | 0 – 3     | Itália                                                 | Estádio Centro de Esportes Olímpicos de Qinhuangdao, Qinhuangdao |
| 17:00       |          | Relatório | Giovinco 41' · Rossi 45' (pen) · Acquafresca 52' (pen) | Público: 21,680 Árbitro: SLO Damir Skomina                       |

| 7 de agosto | Coréia do Sul  | 1 – 1     | Camarões     | Estádio Centro de Esportes Olímpicos de Qinhuangdao, Qinhuangdao |
| 19:45       | Park C. Y. 68' | Relatório | Mandjeck 81' | Público: 21,943 Árbitro: USA Jair Marrufo                        |

| 10 de agosto | Camarões | 1 – 0     | Honduras | Estádio Centro de Esportes Olímpicos de Qinhuangdao, Qinhuangdao |
| 17:00        | Mbia 74' | Relatório |          | Público: 28,657 Árbitro: OMA Abdullah Al Hilali                  |

| 10 de agosto | Itália                                 | 3 – 0     | Coreia do Sul | Estádio Centro de Esportes Olímpicos de Qinhuangdao, Qinhuangdao |
| 19:45        | Rossi 15' · Rocchi 32' · Montolivo 90' | Relatório |               | Público: 29,455 Árbitro: AUT Thomas Einwaller                    |

| 13 de agosto | Coréia do Sul | 1 – 0     | Honduras | Estádio de Shanghai, Xangai                 |
| 17:00        | Kim D. J.     | Relatório |          | Público: 34,160 Árbitro: NZL Michael Hester |

| 13 de agosto | Camarões | 0 – 0     | Itália | Estádio Centro Olímpico de Tianjin, Tianjin |
| 17:00        |          | Relatório |        | Público: 47,307 Árbitro: URU Martín Vázquez |

## Fase final

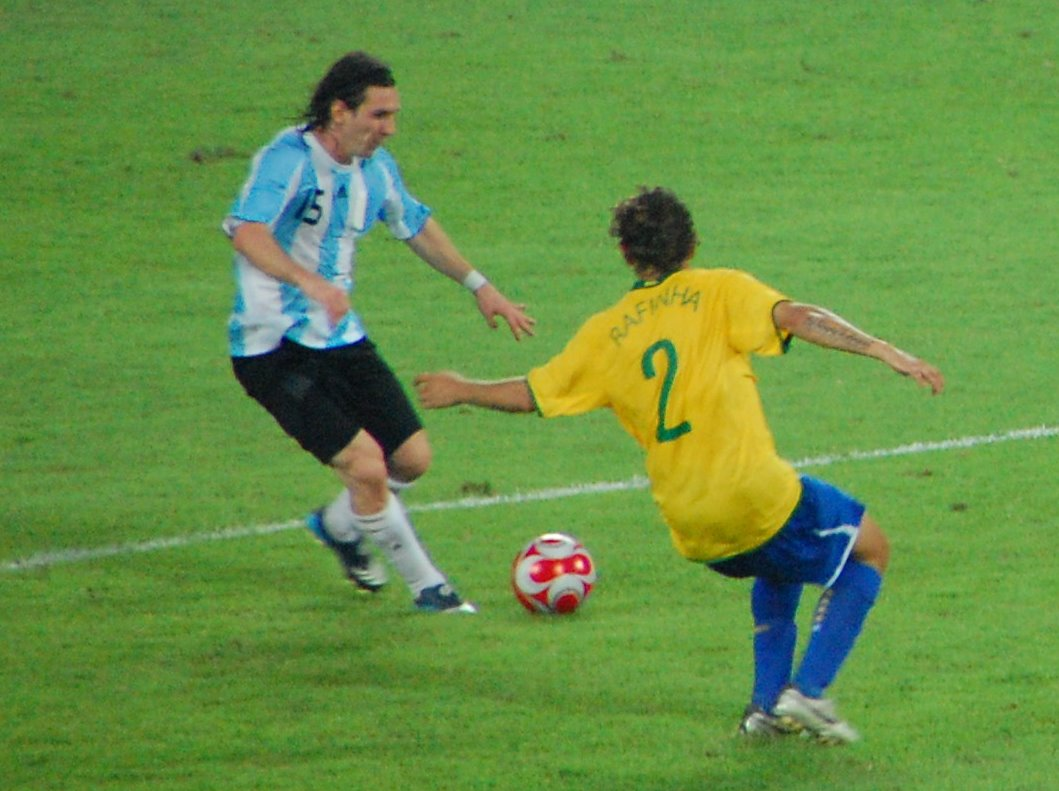
Lance da semifinal entre Brasil e Argentina.

|  | Quartas de final           | Quartas de final      |                       |        | Semifinais     | Semifinais     |  |  | Final                 | Final |
|  |                            |                       |                       |        |                |                |  |  |                       |       |
|  | 16 de agosto – Qinhuangdao |                       |                       |        |                |                |  |  |                       |       |
|  |                            |                       |                       |        |                |                |  |  |                       |       |
|  | Nigéria                    | 2                     |                       |        |                |                |  |  |                       |       |
|  | Nigéria                    | 2                     | 19 de agosto – Xangai |        |                |                |  |  |                       |       |
|  | Costa do Marfim            | 0                     |                       |        |                |                |  |  |                       |       |
|  | Costa do Marfim            | 0                     | Bélgica               | 1      |                |                |  |  |                       |       |
|  | 16 de agosto – Pequim      |                       | Bélgica               | 1      |                |                |  |  |                       |       |
|  |                            | Nigéria               | 4                     |        |                |                |  |  |                       |       |
|  | Itália                     | Nigéria               | 4                     | 2      |                |                |  |  |                       |       |
|  | Itália                     |                       | 22 de agosto – Pequim | 2      |                |                |  |  |                       |       |
|  | Bélgica                    | 3                     |                       |        |                |                |  |  |                       |       |
|  | Bélgica                    | 3                     | Nigéria               | 0      |                |                |  |  |                       |       |
|  | 16 de agosto – Shenyang    |                       | Nigéria               | 0      |                |                |  |  |                       |       |
|  |                            | Argentina             | 1                     |        |                |                |  |  |                       |       |
|  | Brasil                     | Argentina             | 1                     | 2      |                |                |  |  |                       |       |
|  | Brasil                     | 19 de agosto – Pequim |                       | 2      |                |                |  |  |                       |       |
|  | Camarões                   | 0                     |                       |        |                |                |  |  |                       |       |
|  | Camarões                   | 0                     | Brasil                | 0      | Terceiro lugar | Terceiro lugar |  |  |                       |       |
|  | 16 de agosto – Xangai      |                       | Brasil                | 0      | Terceiro lugar | Terceiro lugar |  |  |                       |       |
|  |                            | Argentina             | 3                     |        |                |                |  |  |                       |       |
|  | Argentina                  | Argentina             | 3                     | 2      | Bélgica        | 0              |  |  |                       |       |
|  | Argentina                  |                       |                       | 2      | Bélgica        | 0              |  |  |                       |       |
|  | Países Baixos              | 1                     |                       | Brasil | 3              |                |  |  |                       |       |
|  | Países Baixos              | 1                     |                       |        | 3              |                |  |  |                       |       |
|  |                            |                       |                       |        |                |                |  |  | 22 de agosto – Xangai |       |
|  |                            |                       |                       |        |                |                |  |  |                       |       |

### Quartas de final
| 16 de agosto | Brasil                           | 2 – 0 (pro) | Camarões | Estádio Olímpico de Shenyang, Shenyang     |
| 18:00        | Rafael Sóbis 101' · Marcelo 105' | Relatório   |          | Público: 41,043 Árbitro: SLO Damir Skomina |

| 16 de agosto | Itália                     | 2 – 3     | Bélgica                           | Estádio dos Trabalhadores, Pequim            |
| 18:00        | Rossi 18' (pen), 74' (pen) | Relatório | Dembélé 23', 79' · Mirallas 45+2' | Público: 50,802 Árbitro: ARG Héctor Baldassi |

| 16 de agosto | Argentina                 | 2 – 1 (pro) | Países Baixos | Estádio de Shanghai, Xangai               |
| 21:00        | Messi 14' · Di María 105' | Relatório   | Bakkal 36'    | Público: 51,366 Árbitro: USA Jair Marrufo |

| 16 de agosto | Nigéria                           | 2 – 0     | Costa do Marfim | Estádio Centro de Esportes Olímpicos de Qinhuangdao, Qinhuangdao |
| 21:00        | Odemwingie 44' · Obinna 82' (pen) | Relatório |                 | Público: 28,944 Árbitro: IRI Masoud Moradi                       |

### Semifinais
| 19 de agosto | Nigéria                                           | 4 – 1     | Bélgica   | Estádio de Shanghai, Xangai             |
| 18:00        | Adefemi 17' · Ogbuke Obasi 59', 72' · Okonkwo 78' | Relatório | Ciman 88' | Público: 56,312 Árbitro: CHI Pablo Pozo |

| 19 de agosto | Brasil | 0 – 3     | Argentina                            | Estádio dos Trabalhadores, Pequim           |
| 21:00        |        | Relatório | Agüero 52', 58' · Riquelme 76' (pen) | Público: 52,968 Árbitro: URU Martín Vázquez |

### Disputa pelo bronze
| 22 de agosto | Bélgica | 0 – 3     | Brasil                    | Estádio de Shanghai, Xangai                   |
| 19:00        |         | Relatório | Diego 27' · Jô 45', 90+2' | Público: 50,705 Árbitro: AUT Thomas Einwaller |

### Final
| 23 de agosto | Nigéria | 0 – 1     | Argentina    | Estádio Nacional de Pequim, Pequim         |
| 12:00        |         | Relatório | Di María 58' | Público: 89,102 Árbitro: HUN Viktor Kassai |

## Classificação final
| Pos.              | Equipe              | PG | J | V | E | D | GP | GC | SG  |
| ----------------- | ------------------- | -- | - | - | - | - | -- | -- | --- |
| Medalha de ouro   | ARG Argentina       | 18 | 6 | 6 | 0 | 0 | 11 | 2  | +9  |
| Medalha de prata  | NGR Nigéria         | 13 | 6 | 4 | 1 | 1 | 10 | 4  | +6  |
| Medalha de bronze | BRA Brasil          | 15 | 6 | 5 | 0 | 1 | 14 | 3  | +11 |
| 4                 | BEL Bélgica         | 9  | 6 | 3 | 0 | 3 | 7  | 10 | –3  |
| 5                 | ITA Itália          | 7  | 4 | 2 | 1 | 1 | 8  | 4  | +5  |
| 6                 | CIV Costa do Marfim | 6  | 4 | 2 | 0 | 2 | 6  | 6  | 0   |
| 7                 | NED Países Baixos   | 5  | 4 | 1 | 2 | 1 | 4  | 4  | 0   |
| 8                 | CMR Camarões        | 5  | 4 | 1 | 2 | 1 | 2  | 3  | –1  |
| 9                 | USA Estados Unidos  | 4  | 3 | 1 | 1 | 1 | 4  | 4  | 0   |
| 10                | KOR Coreia do Sul   | 4  | 3 | 1 | 1 | 1 | 2  | 4  | –2  |
| 11                | AUS Austrália       | 1  | 3 | 0 | 1 | 2 | 1  | 3  | –2  |
| 12                | SRB Sérvia          | 1  | 3 | 0 | 1 | 2 | 3  | 7  | –4  |
| 13                | CHN China           | 1  | 3 | 0 | 1 | 2 | 1  | 6  | –5  |
| 14                | NZL Nova Zelândia   | 1  | 3 | 0 | 1 | 2 | 1  | 7  | –6  |
| 15                | JPN Japão           | 0  | 3 | 0 | 0 | 3 | 1  | 4  | –3  |
| 16                | HON Honduras        | 0  | 3 | 0 | 0 | 3 | 0  | 5  | –5  |

## Artilharia
| 4 gols - ITA Giuseppe Rossi 3 gols - BEL Mousa Dembélé - NGR Victor Nsofor Obinna 2 gols - ARG Ángel Di María - ARG Ezequiel Lavezzi - ARG Lionel Messi - ARG Sergio Agüero - BRA Diego - BRA Jô - BRA Rafael Sóbis - BRA Ronaldinho - BRA Thiago Neves - BEL Kevin Mirallas - CIV Salomon Kalou - CIV Sekou Cissé - USA Sacha Kljestan - NGR Chinedu Ogbuke Obasi - NED Gerald Sibon | 1 gol - ARG Diego Buonanotte - ARG Juan Román Riquelme - ARG Lautaro Acosta - AUS Ruben Zadkovich - BEL Faris Haroun - BRA Anderson - BRA Hernanes - BRA Marcelo - BRA Alexandre Pato - CMR Georges Mandjeck - CMR Stéphane Mbia - CHN Dong Fangzhuo - KOR Park Chu-Young - KOR Kim Dong-Jin - CIV Gervinho - USA Jozy Altidore - USA Stuart Holden - ITA Riccardo Montolivo | 1 gol (continuação) - ITA Robert Acquafresca - ITA Sebastian Giovinco - ITA Tommaso Rocchi - JPN Yohei Toyoda - NGR Chibuzor Okonkwo - NGR Peter Odemwingie - NGR Olubayo Adefemi - NGR Promise Isaac - NGR Victor Anichebe - NZL Jeremy Brockie - NED Ryan Babel - NED Otman Bakkal - SRB Đorđe Rakić - SRB Miljan Mrdaković - SRB Slobodan Rajković Gols contra - SRB Slobodan Rajković (para CIV Costa do Marfim) |